# Миза Пуртсе

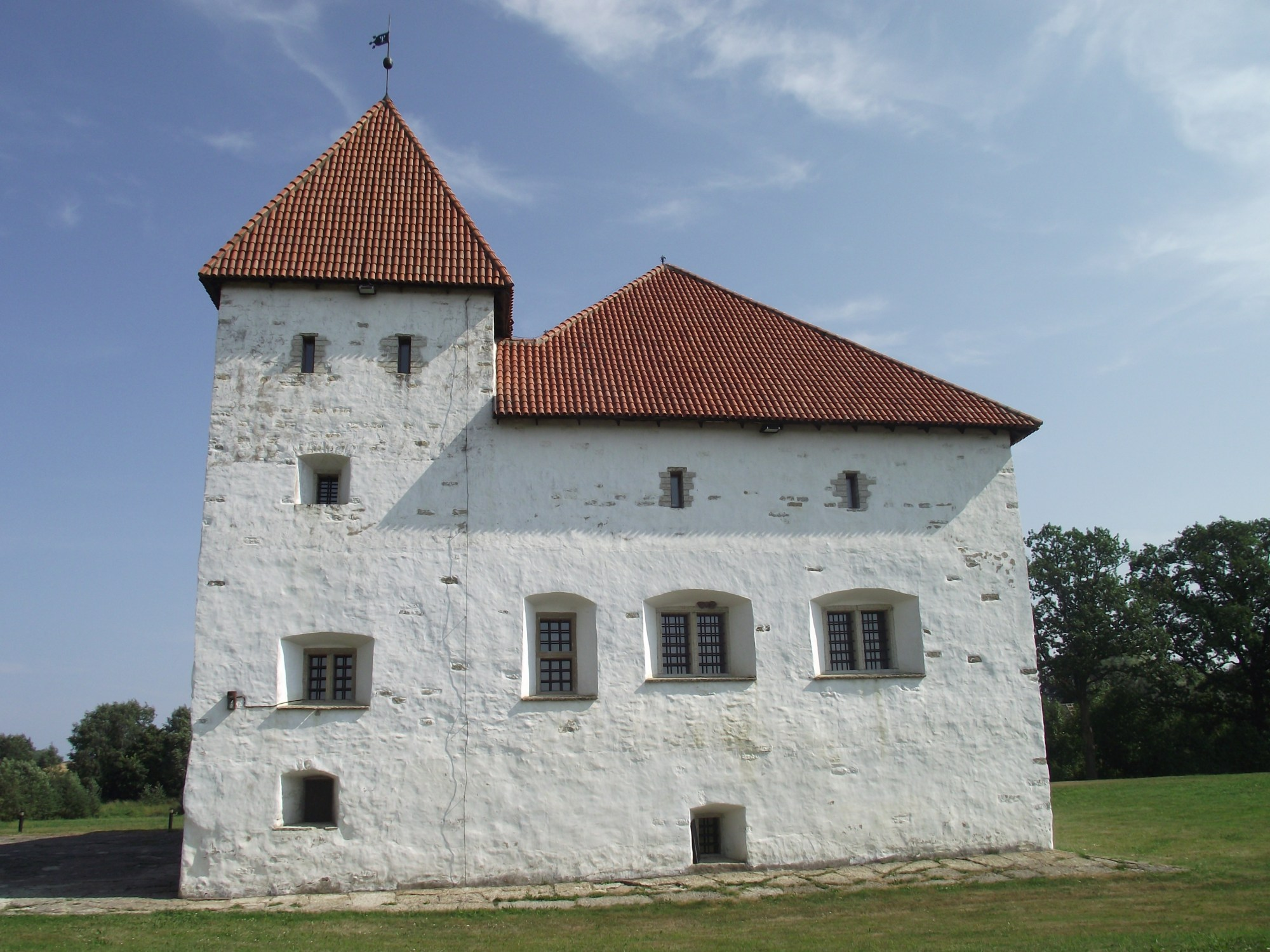

Фортеця (фортеця-миза) Пуртсе (ест. Purtse mõis, нім. Alt-Isenhof). Фортеця Пуртсе вперше згадується в 1421 р. Протягом всього середньовіччя до 1621 р. вона належала родині фон Таубе. В 30-ті роки XVI ст. фон Таубе побудували в Пуртсе кам'яне житло-фортецю (васальську фортецю). Васальська фортеця Пуртсе — одна з найпізніших в Естонії; архітектуру, засновану на готичних формах, вже доповнює ренесанс. На це вказують широкі віконні та дверні пройоми.
У фортеці три поверхи — перший був складом, другий — житлом, а третій — оборонним. На житловому поверсі була одна велика кімната з балковою стелею і дві маленькі склеписті кімнати. Припускають, що до будинке прилягала також дерев'яна житлова частина.
Миза, яка наприкінці XVII ст. належала фон Флемінгам, в 1731 р. перейшла у володіння фон Штакельбергів, які перетворили її в підручну або господарську мизу сусіднього маєтку Пюссі. Фортеця за кілька століть залишилася без оборонного поверхе, декілька разів перебудовувалась, в 50-ті роки XX ст. остаточно перетворилася на руїну і була відреставрована в 1987-90 рр. В ході відновлювальних робіт оборонний поверх і башту побудували в тому вигляді, у якому вони існували раніше.